# 奧托龍卡內山
14°00′58″S 70°49′17″W / 14.01611°S 70.82139°W
奧托龍卡內山（Otoroncane），是秘魯的山峰，位於該國東南部普諾大區，由卡拉瓦亞省的科拉尼區負責管轄，屬於韋爾卡努塔山脈的一部分，海拔高度5,305米。